# Aeródromo Hueicolla
El Aeródromo Hueicolla (OACI: SCHK), es un terminal aéreo ubicado junto a la localidad de Hueicolla, Provincia del Ranco, Región de Los Ríos, Chile. Es de propiedad privada.